# Гарден (Мичиген)
Гарден (енгл. Garden) град је у америчкој савезној држави Мичиген.

## Демографија
По попису из 2010. године број становника је 221, што је 19 (-7,9%) становника мање него 2000. године.
| Група             | 2000.       | 2010.       |
| Белци             | 193 (80,4%) | 192 (86,9%) |
| Афроамериканци    | 0 (0,0%)    | 0 (0,0%)    |
| Азијати           | 0 (0,0%)    | 0 (0,0%)    |
| Хиспаноамериканци | 0 (0,0%)    | 1 (0,5%)    |
| Укупно            | 240         | 221         |